# Stazione di Marzi
La stazione di Marzi è una fermata ferroviaria posta sulla linea Cosenza-Catanzaro Lido. Serve il centro abitato di Marzi e sorge a 526 metri s.l.m.

## Movimento
La stazione è servita dai treni delle Ferrovie della Calabria in servizio sulla relazione Cosenza-Marzi; in direzione di Catanzaro la linea è interrotta al traffico regolare.